# Meander Valley Municipality
Koordinaten: 41° 31′ S, 146° 51′ O

Die Meander Valley Municipality ist ein lokales Verwaltungsgebiet (LGA) im australischen Bundesstaat Tasmanien. Das Gebiet ist 3821 km² groß und hat etwa 19.000 Einwohner (2016).
Meander Valley liegt im Norden der Insel etwa 160 Kilometer nördlich der Hauptstadt Hobart. Das Gebiet umfasst 39 Ortsteile und Ortschaften: Blackstone Heights, Birralee, Bracknell, Carrick, Exton, Hadspen, Hagley, Jackeys Marsh, Kimberley, Liena, Mayberry, Meander, Mole Creek, Moltema, Montana, Needles, Oaks, Osmaston, Parkham, Prospect Vale, Quamby Bend, Quamby Brook, Red Hill, Reedy Marsh, Selbourne, Travellers Rest, Weegena, Westbury, Westwood und Whitemore. Der Sitz des Councils befindet sich in Westbury im Osten der LGA, wo etwa 1500 Einwohner leben (2016).

## Verwaltung
Der Meander Valley Council hat neun Mitglieder. Der Mayor (Bürgermeister), sein Deputy (Stellvertreter) und sieben Councillor werden direkt von den Bewohnern der LGA gewählt. Meander Valley ist nicht in Bezirke untergliedert.